# 杨进先
杨进先（1957年3月—），黑龙江省人，研究生学历，中共黨員、企业家、高级经济师，持有中国和新西兰隐性双重国籍。他是前龙江银行董事长，2013年10月退为党委副书记、监事长。2014年9月10日，因涉嫌严重违纪违法接受中纪委调查。

## 简历
1957年3月生于黑龙江，曾任中国工商银行黑龙江省分行计划财务处处长、行长助理、副行长、副行长兼省行营业部总经理，常务副行长、党委委员。2009年12月25日，龙江银行挂牌成立，杨进先出任龙江银行首任董事长、党委书记。2013年10月退为党委副书记、监事长。

## 涉嫌违法被查
2013年底，杨进先的近亲属展秀玲多次向中纪委和黑龙江省纪委举报违法行为，这些行为包括“裸官”、“为亲属经商提供便利”、“权钱交易”、“以权谋私”、“巨额财产”等。2014年7月30日，中央第八巡视组进驻黑龙江。2014年9月10日，中纪委通报，杨进先因涉嫌严重违纪违法被调查，同时被控制的还有其妻子聂维军以及女儿杨紫。
据媒体报道称，杨进先及其妻女名下共有6套房产，其中不乏别墅和高级住宅，总房价高达2300余万元人民币。杨进先还在哈尔滨松北区还另有一套高档住宅。

## 家庭
杨进先妻子名为聂维军，两人育有一女儿杨紫，曾在澳大利亚和新西兰留学10年。2010年回国前加入新西兰国籍，但她未注销中国国籍。杨紫还有4个名字，分别是杨子、杨倩、杨桥溪、杨荞溪，并分别以这些名字办理了身份证，合共5张。杨紫称改名是父亲要求，方便买房和存钱。杨紫还自曝全家拥有中国和新西兰双重国籍。在2012年5月，杨进先的妻女与其他4名合伙人开办了哈尔滨市乾亨小额贷款有限责任公司。